# آرامگاه پیر (تاکستان)
آرامگاه پیر یا بعقه پیر مشهور است، مربوط به دوره سلجوقیان است این آرامگاه در شهرستان تاکستان واقع شده و این اثر در تاریخ ۱۱ آذر ۱۳۳۰ با شمارهٔ ثبت ۳۸۴ به‌عنوان یکی از آثار ملی ایران به ثبت رسیده است.

## معرفی
بنای تاریخی بقعه پیر در تاکستان یکی از نمونه های مهم و باستانی از تمدن کهن ایرانی به شمار می رود که از دوره های گذشته به یادگار مانده است. بقعه پیر تاکستان در جنوب شهر و در یک محوطه‌ی وسیع جنگلی، که بعدها به صورت پارک در آمد و پیش از آن هم گورستان بود، و نیز در مجاورت تپه باستانی «خله کوه» قرار دارد. این بنای آجری که به بقعه پیر مشهور است با توجه به آجر چینی و بندکشی های نمای آن و تزئینات و سازه آجری در بالای سر در ورودی از بنا های مستحکمی است که بی شباهت به بناهای سلجوقی نیست. با توجه به عکس ها و نقشه های موجود بقعه پیر می توان اینگونه برداشت کرد که محل بقعه خارج از حصار شهر بوده و از آن فاصله داشته است. دلیل این موضوع را می توان دو چیز دانست. یکی اینکه قبل از ورود به شهر، افراد به مقام پیر ادای احترام کرده و پس از کسب اجازه، به شهر وارد می شدند. در حالت دوم نیز پس از خارج شدن از شهر و به قصد سفر نیز به روح پیر درود فرستاده و عزیمت می کردند. این مقبره در فهرست آثار ملی ایران جای گرفته است.

## معماری بنا
نقشه بنا عبارت از چهار گوشی است که طول اضلاع خارجی آن 6.5 متر و در داخل حدود 4.40 متر است. بر روی سقف این بنا گنبدی دیده می شود که به وسیله چهار سه کنج بر روی ساختمان سوار شده است. این بنا دارای تزئینات زیادی نیست و از نمایی ساده و با استحکام بالا برخوردار است. ورودی بنا بسیار کوتاه است که باعث می شود زمان ورود به بنا، احتیاج باشد کمی سر را رو به جلو خم کرد که دلیل آن احترام گذاشتن به فرد متوفی است. بنا در سطحی پایین تر از زمین های اطراف قرار دارد که به وسیله چند پله می توان به بنا دسترسی پیدا کرد. پس از ورود به بنا با منظره ای بسیار زیبا و خارق العاده مواجه می شوید. وجود تزیینات در بدنه و تاج بقعه نیز نشان از پر بار و عالم بودن پیر دارد و در اوج کار، یعنی زیر گنبد، سادگی و خلوص پیر به چشم می خورد.

## نگارخانه

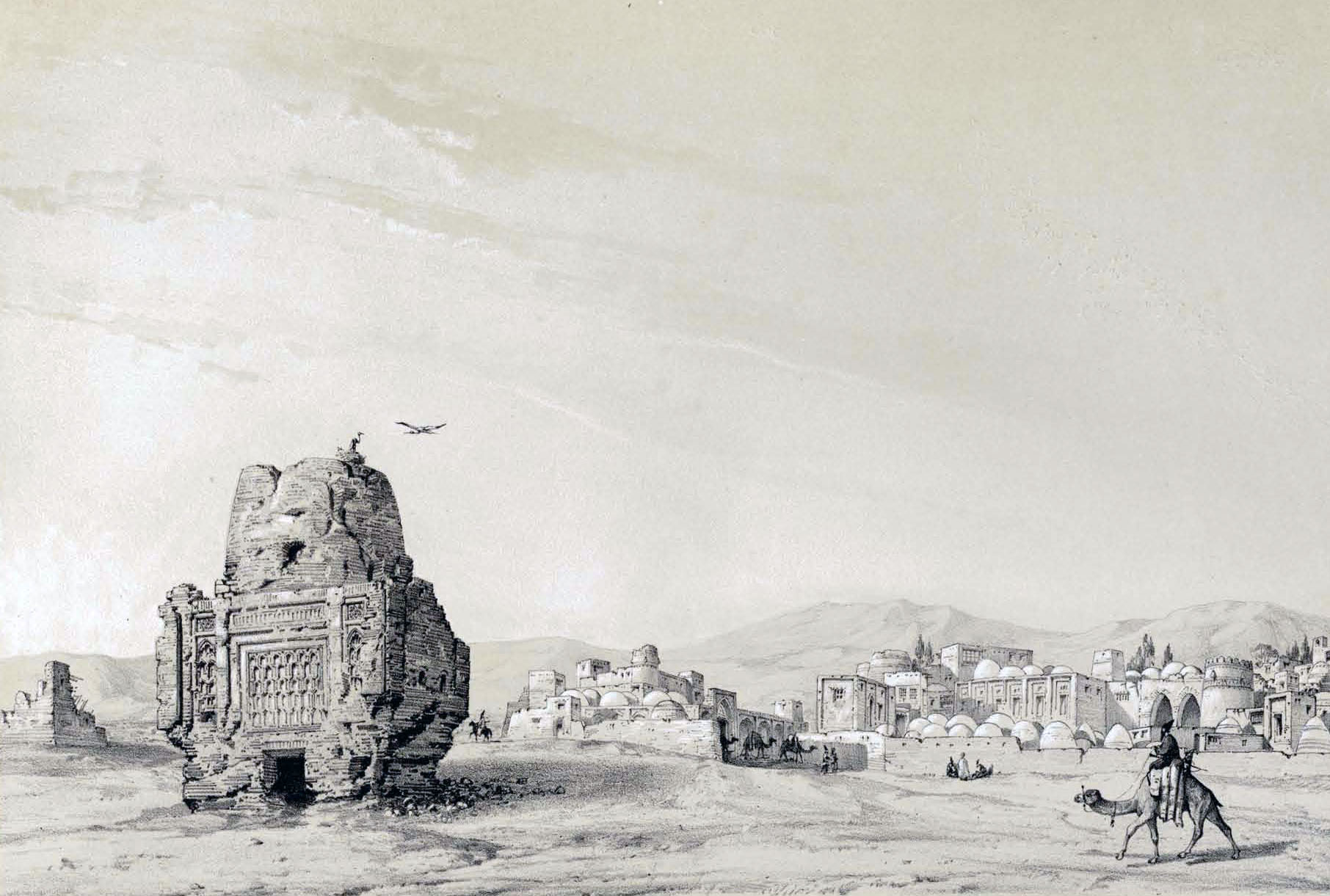
نقاشی بعقه پیر اثر اوژن فلاندن از تاکستان (۱۸۴۰)
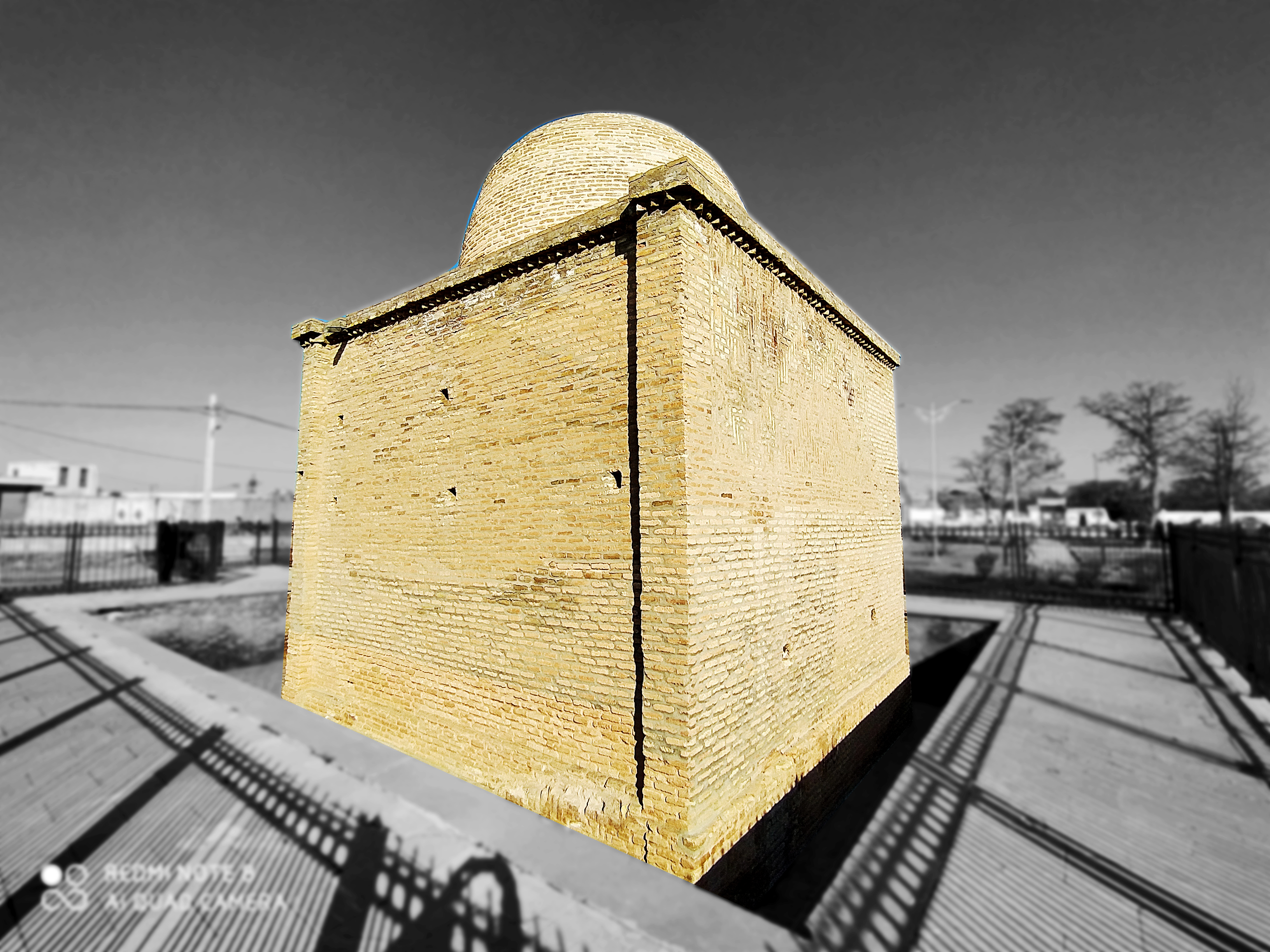